# Vuurzee
Vuurzee is een psychologische thrillerserie van de VARA waarvan het eerste seizoen tussen 26 november 2005 en 18 februari 2006 iedere zaterdagavond werd uitgezonden om 21:00 uur op Nederland 3 (met uitzondering van 31 december 2005). De serie wordt nogal eens vergeleken met de serie Twin Peaks.
Vuurzee beoogt dezelfde kwaliteit te halen als AVRO-series zoals Pleidooi en Oud Geld. Het tweede seizoen is op 31 januari 2009 van start gegaan en liep tot 18 april 2009.
Ook in Vlaanderen werd de serie uitgezonden (op Eén), het eerste seizoen werd in 2007 uitgezonden (met herhalingen in de zomer van 2009), het tweede seizoen in het najaar van 2009.

## Verhaal

### Seizoen 1
Het verhaal speelt zich af in de fictieve Noord-Hollandse badplaats Boedzand. Het is 28 april. De familie Aslan is druk bezig met de voorbereidingen van een groot feest in het Lido, het strandpaviljoen dat zij exploiteren. Vader Osman viert zijn 50e verjaardag. Tijdens het feest 's avonds glipt dochter Yasmin ertussenuit, het strand op met haar vriend Sander Looman. Na een tijdje komt Sander buiten adem binnenrennen met de mededeling dat Yasmin is verdwenen. Er wordt een grote zoekactie georganiseerd in de duinen, op het strand en op zee, onder leiding van de dorpspolitieman Marcel Clijsters. Hij had die middag een site ontdekt op het internet waarin Yasmin, zijn eigen dochter Merel en Sonja, de zus van Sander, te zien zijn in een pornofilmpje ... De verdwijning van Yasmin en de vraag waar ze is en wat er met haar is gebeurd, vormt de rode draad door de serie heen. Het dorp Boedzand staat compleet op z'n kop: allerlei mensen worden verdacht ermee te maken te hebben, relaties staan op het spel en de diepste geheimen van de personages komen vroeg of laat boven water. Wat is er met Yasmin gebeurd?

### Seizoen 2
De verdwijning van Yasmin is opgelost en de rust lijkt terug te keren in Boedzand. Maar tot verbazing van iedereen blijkt Peer vrijgelaten te worden. De officier van justitie kan de zaak niet rond krijgen waardoor Peer vrijkomt.
Iedereen is verontwaardigd, in het bijzonder de familie Aslan. Er heerst verwarring en onvrede over hoe dit kan gebeuren.
Vlak hierna, op de avond dat Peer vrijkomt, vliegt het huis van Kristel in brand. Sander, Sonja en Kristel weten op tijd het huis te verlaten. De volgende dag doet de politie een lugubere ontdekking: het lichaam van Ferdi Aslan wordt in het huis gevonden. De politie start een onderzoek; tijdens dit onderzoek volgen nog meer branden.
De komst van ene Kim houdt de gemoederen in Boedzand bezig. Wie is ze, waar komt ze vandaan, wat komt ze hier doen en vooral: waarom? Ze komt naar Boedzand als een vriendin van Ferdi Aslan; na diens dood bij een brand duikt Kim regelmatig het bed in met Deniz Aslan, het broertje van Ferdi. Duidelijk wordt dat Kim heel veel geld in een kluis heeft, en een paar criminelen daar op azen. Uiteindelijk moet ze dat bekopen met de dood. Tijdens de klopjacht op deze criminelen wordt politieagent Marcel Clijsters dodelijk getroffen door een kogel.
Yasmin is zwanger. Tot aflevering vijf is onbekend wie de vader is: het kunnen Sander en Peer zijn. In aflevering vijf ziet de kijker een DNA-test waaruit blijkt dat Peer de vader is. Dit blijft zo, tot aflevering 11. Bij de DNA-test was namelijk geen DNA van Peer aanwezig, maar van Sander. Kristel, die de test liet doen, wist dit niet. Sander blijkt dus uiteindelijk de vader van het jongetje te zijn.
Osman Aslans contacten met de Turkse maffia uit seizoen 1 komen weer terug in seizoen 2. Osman staat bij ze in het krijt en moet diep door het stof voor de gevreesde maffiabaas Sezai. In de laatste aflevering van seizoen 2 weet Osman Sezai de mond te snoeren en lijkt hem geen blaam te treffen. Niets is minder waar, door een toevallige samenloop van omstandigheden heeft Osman zijn eigen zoon vermoord.

## De personages

### Hoofdpersonages
- Peer Looman (Mark Rietman) 
 Peer is divisiemanager bij de Ovens. Hij heeft het helemaal gemaakt in het leven: hij heeft een hoge functie en het geld groeit hem bijna op de rug. Daardoor – en door zijn vrouw die huisarts is – kon de familie Looman de grote villa kopen waar ze nu in wonen. Peer is de vader in het gezin Looman.
- Kristel Looman – van de Brink (Carine Crutzen) 
 Kristel, de vrouw van Peer, heeft het ook niet slecht gedaan. Zij is de huisarts van Boedzand. Ze werkt in een praktijk aan huis, wat nare gevolgen met zich mee kan brengen ... Kristel heeft moeite met het leven in een dorpsgemeenschap, hoewel dit enigszins wegvalt tegen de belangrijke functie die ze in het dorp heeft.
- Sander Looman (Emiel Sandtke) 
 Sander is een jongen die midden in de puberteit zit. Daardoor wil hij nog weleens experimenteren met het een en ander. Eenmaal wordt hierdoor zijn complete leven op z'n kop gezet. Sander heeft een leuke vriendin, Yasmin Aslan. Ook zit hij samen met zijn beste vriend Deniz Aslan bij de reddingsbrigade van Boedzand.
- Sonja Looman (Sylvia Hoeks) 
 Sonja is een meid die te beschrijven is als knap en mooi. Zij vormt samen met Yasmin Aslan en Merel Clijsters een hechte vriendinnengroep. Sonja heeft echter wat moeite met haar moeder. Ze vindt haar eigenlijk maar een stijve hark. Daarom zoekt ze het tegenovergestelde op en dat vindt ze bij haar hartsvriendinnen. Met hen belandt ze uiteindelijk in een pornofilmpje en de problemen beginnen ...
- Osman Aslan (Ali Çifteci) 
 Osman is een allochtoon van Turkse afkomst die als gastarbeider naar Nederland is gekomen om te komen werken in de Ovens, een grote staalfabriek op steenworp afstand van het dorp. Hij is toen getrouwd met de Nederlandse Josje de Beus. In de loop van de tijd is hij bij de Ovens opgeklommen tot een staffunctie. Met zijn vijftigste verjaardag wil Osman er echter graag mee stoppen en een nieuw leven beginnen door samen met Josje het Lido te exploiteren. Osman is een conservatieve moslim, die regelmatig de moskee bezoekt. Hij is hecht bevriend met Peer Looman, de grote baas bij de Ovens.
- Josje Aslan – De Beus (Lineke Rijxman) 
 Josje is een lieve vrouw, die veel van haar man en kinderen houdt. Ze exploiteert het Lido, het strandpaviljoen, waar de familie Aslan boven woont. Tegelijk is het ook een koppige tante die niet over zich heen laat lopen. Echter, wanneer Yasmin verdwijnt, verandert ze in een stijve koude vrouw en het wordt haar al snel allemaal te veel. Daarentegen laat ze zich niks in de weg staan om haar dochter zo snel mogelijk terug te krijgen.
- Ferdi Aslan (Philip Ivanov) 
 Ferdi is de oudste zoon van de Aslans. Hij woont niet meer thuis bij zijn ouders, maar is een nieuw leven begonnen in de stad. Hij heeft daar ook een vriendin, Carla, die door Josje altijd Tina wordt genoemd. Ferdi komt ter gelegenheid van het feest van zijn vader terug naar Boedzand, alwaar hij de verdwijning van zijn zusje meemaakt. Vanaf dat moment is hij regelmatig bij zijn ouderlijk huis te vinden. Daar weet hij de problemen nog groter te maken dan ze al zijn ...
- Yasmin Aslan (Eva van de Wijdeven) 
 Yasmin is de dochter van Osman en Josje. Ze trekt veel op haar vriendinnen Sonja en Merel en heeft verkering met Sander Looman, tot grote ergernis van Merel die vreselijk verliefd op Sander is. Dit heeft een negatieve invloed op de vriendschap tussen Yasmin en Merel; op een gegeven moment loopt het lelijk uit de hand ... Tijdens het feest van haar vader verdwijnt ze.
- Deniz Aslan (Tim Zweije) 
 Deniz is de jongste van de familie Aslan. Hij houdt veel van z'n vader. Hij is bevriend met Sander, die een paar jaar ouder is dan hij, en met wie hij samen in de reddingsbrigade van Boedzand zit. Ook deze vriendschap zal aan een zijden draadje komen te hangen bij alle gebeurtenissen na de verdwijning van Yasmin.
- Marcel Clijsters (Wannie de Wijn) 
 Marcel is de dorpspolitieman. Hij heeft als politieman alleen het gebied rondom Boedzand onder zijn hoede. Na de dood van zijn vrouw Marjolein heeft hij zijn dochter Merel op zijn eigen wijze opgevoed, wat overigens geen succes bleek te zijn.
- Merel Clijsters (Caro Lenssen) (seizoen 1)
 Merel is de dochter van Marcel (de dorpspolitieman) en zit samen bij Sonja en Yasmin in de klas. Merel is iemand die snel het voortouw neemt en niet snel ergens voor terugdeinst. Zij speelt dan ook een grote rol bij de verdwijning van Yasmin, aangezien ze samen met Yasmin en Sonja in een pornofilm heeft gespeeld. Verder kan Merel het niet verkroppen dat haar vriendin Yasmin een relatie met Sander heeft, juist de persoon op wie zij smoorverliefd is.
- Rinus Davelaar (Marcel Musters) 
 Rinus is de verpachter van driekwart van de horeca in de omgeving. Hij is de eeuwige vrijgezel, is gangmaker op feestjes en gaat graag op de versiertoer. Hij houdt zich bezig met het toerisme en op het moment is hij druk bezig met de voorbereidingen van 500 jaar Boedzand. Rinus is niet bepaald de man die zich druk bezighoudt met de verdwijningen in het dorp, hij vindt het eerder slecht voor de business. Misplaatste opmerkingen heeft hij bij de vleet en hij denkt alleen maar aan het doel wat hij voor ogen heeft, namelijk de promotie van Boedzand als badplaats voor de jeugd, tot grote irritatie van de anderen, die wel wat anders aan hun hoofd hebben. Kristel is de enige die hij nog enigszins kan meekrijgen in zijn project.
- Kim van Megen/Liesbeth Kempenaar (Victoria Koblenko) (seizoen 2) 
 Kim is een vriendin die Ferdi mee heeft genomen uit de stad.
- Lysette Blauw (Marjolein Ley) (seizoen 1)
 Lysette werkt voor de recherche "Duinlanden". Zij heeft de leiding over een rechercheteam dat naar Boedzand komt, wanneer Yasmin verdwenen is. Lysette is een knappe, alleenstaande vrouw. In het dorp moet ze samenwerken met Marcel. Ze denkt meermalen dat hij iets voor haar achterhoudt, iets wat haar mateloos irriteert. Desondanks heeft Lysette hem toch heel hard nodig, omdat hij de dorpsgemeenschap kent.
- Tom de Schepper (Jochum ten Haaf) (seizoen 2) 
 Tom is rechercheur in een nabijgelegen dorp die gaat samenwerken met Marcel.

| Acteur              | Personage                          | Seizoen  | Seizoen   |
| Acteur              | Personage                          | 1        | 2         |
| ------------------- | ---------------------------------- | -------- | --------- |
| Mark Rietman        | Peer Looman                        | 12 afl.  | 12 afl.   |
| Carine Crutzen      | Kristel Looman – van de Brink      | 12 afl.  | 12 afl.   |
| Emiel Sandtke       | Sander Looman                      | 12 afl.  | 12 afl.   |
| Sylvia Hoeks        | Sonja Looman                       | 12 afl.  | 12 afl.   |
| Ali Çifteci         | Osman Aslan                        | 12 afl.  | 12 afl.   |
| Lineke Rijxman      | Josje Aslan – De Beus              | 12 afl.  | 12 afl.   |
| Philip Ivanov       | Ferdi Aslan                        | 12 afl.  | 1 afl. *  |
| Eva van de Wijdeven | Yasmin Aslan                       | 2 afl. * | 12 afl.   |
| Tim Zweije          | Deniz Aslan                        | 12 afl.  | 12 afl.   |
| Wannie de Wijn      | Marcel Clijsters                   | 12 afl.  | 10 afl. * |
| Caro Lenssen        | Merel Clijsters                    | 4 afl. * |           |
| Marcel Musters      | Rinus Davelaar                     | 12 afl.  | 12 afl.   |
| Victoria Koblenko   | Kim van Megen / Liesbeth Kempenaar |          | 8 afl. *  |
| Marjolein Ley       | Lysette Blauw                      | 10 afl.  | 1 afl.    |
| Jochum ten Haaf     | Tom de Schepper                    |          | 11 afl.   |

- Sommige personages zijn na hun dood of tijdens hun vermissing nog altijd te zien in filmpjes en flashbacks, dromen en gedachtes van andere personages. De aantal afleveringen zijn exclusief deze beelden.

### Bijpersonages
| Acteur                 | Personage                                            | Seizoen | Seizoen |
| Acteur                 | Personage                                            | 1       | 2       |
| ---------------------- | ---------------------------------------------------- | ------- | ------- |
| Debbie Korper          | Renée Smit van Embden, advocate van Peer             | 7 afl.  | 4 afl.  |
| Ergun Simsek           | Keskin, rechterhand van Sezai                        | 2 afl.  | 6 afl.  |
| Haldun Dormen          | Maffiabaas Sezai                                     | 2 afl.  | 2 afl.  |
| Marieke de Kleine      | Carla, vriendin van Ferdi                            | 3 afl.  |         |
| Bata Miodrag Milojevic | Sergi, pornobaas                                     | 3 afl.  |         |
| Tygo Gernandt          | Christiaan 'Kick' Spiedijk, fotograaf en drugsdealer |         | 3 afl.  |
| Karlo Severdija        | Bob Daluchi, crimineel                               |         | 3 afl.  |
| Hans Dagelet           | Benno Buijs, CEO van De Ovens                        |         | 6 afl.  |
| Pieter van der Sman    | OVJ Bentink                                          | 2 afl.  | 1 afl   |

Legenda:
 Hoofdrol
 Bijrol

## De crew
De serie werd geïnitieerd door Robert Kievit, eindredacteur bij de VARA en geschreven door Frank Ketelaar.
Seizoen 1 werd geregisseerd door Joram Lürsen en Arno Dierickx, de cameravoering was in handen van Remco Bakker en verantwoordelijk voor de ArtDirection was Harry Ammerlaan. De muziek werd gecomponeerd door Fons Merkies.
Voor seizoen 2 was wederom de regie in handen van Joram Lürsen, ditmaal aangevuld door Boris Paval Conen en schrijver Frank Ketelaar. Andere wissel in hoofdfunctie; camera Mark van Aller (2nd unit tijdens seizoen 1).

## Feiten over Vuurzee

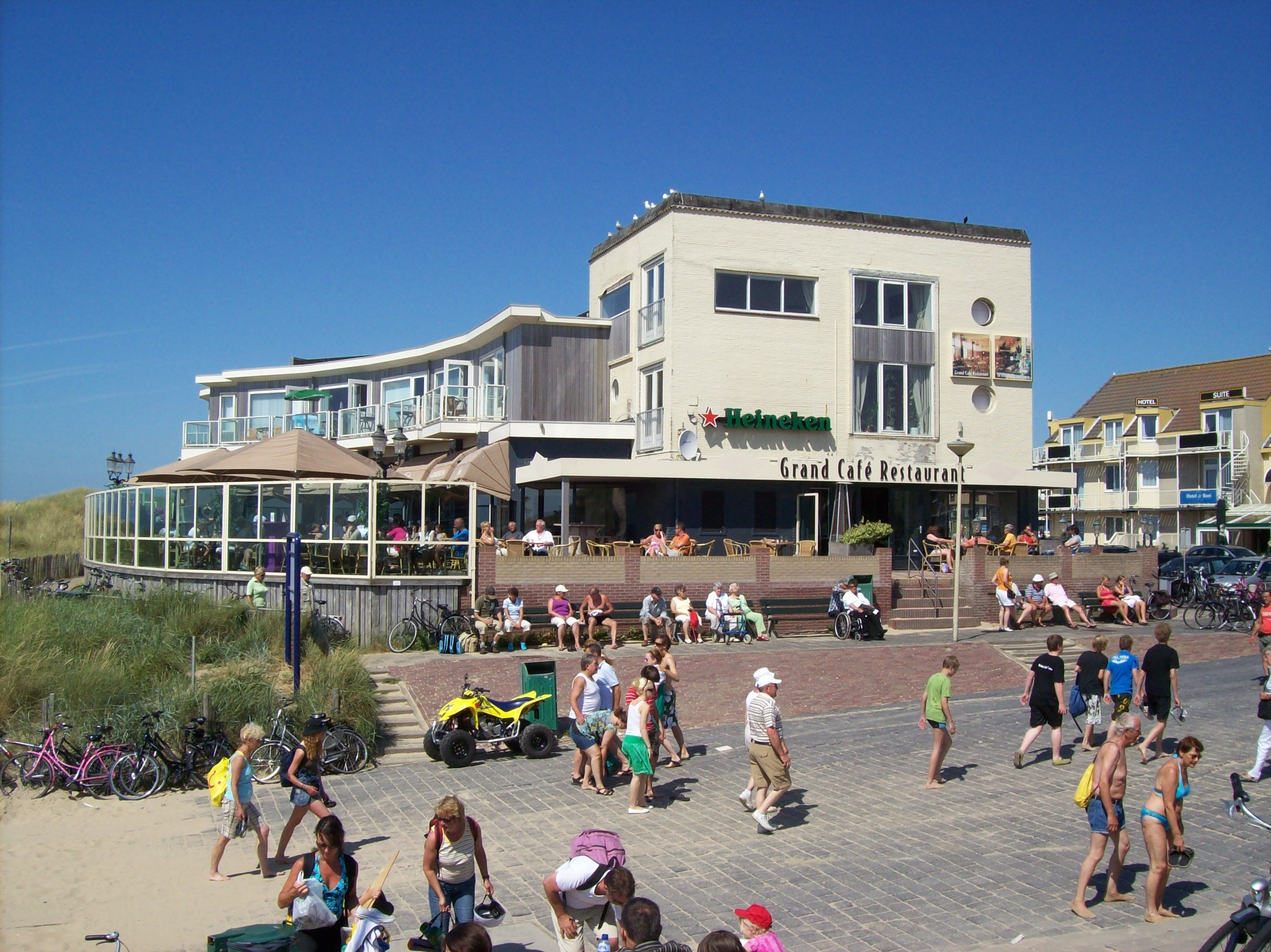
Het Lido in Egmond aan Zee

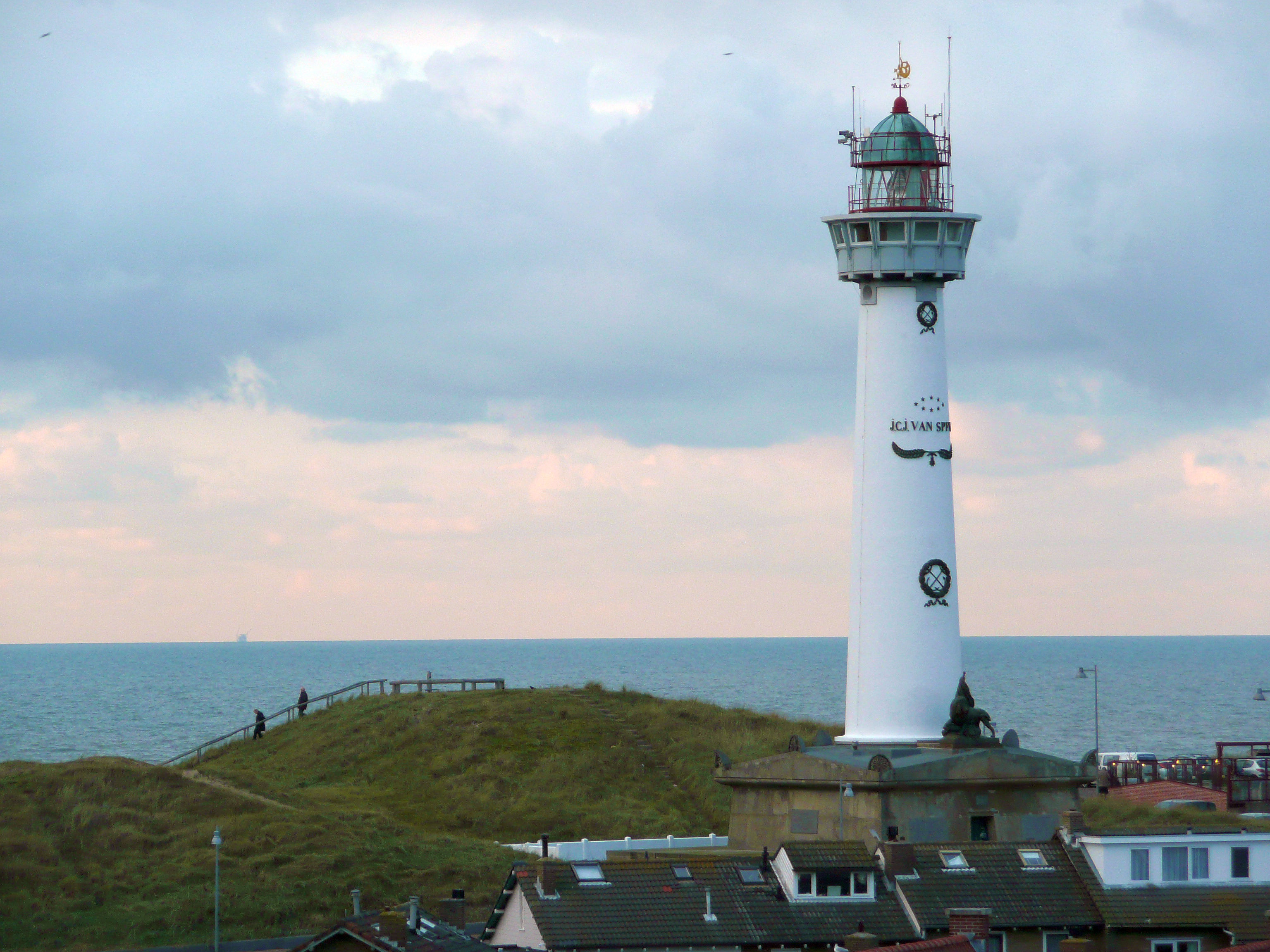
De vuurtoren uit de fictieve plaats Boedzand staat in werkelijkheid in Egmond aan Zee

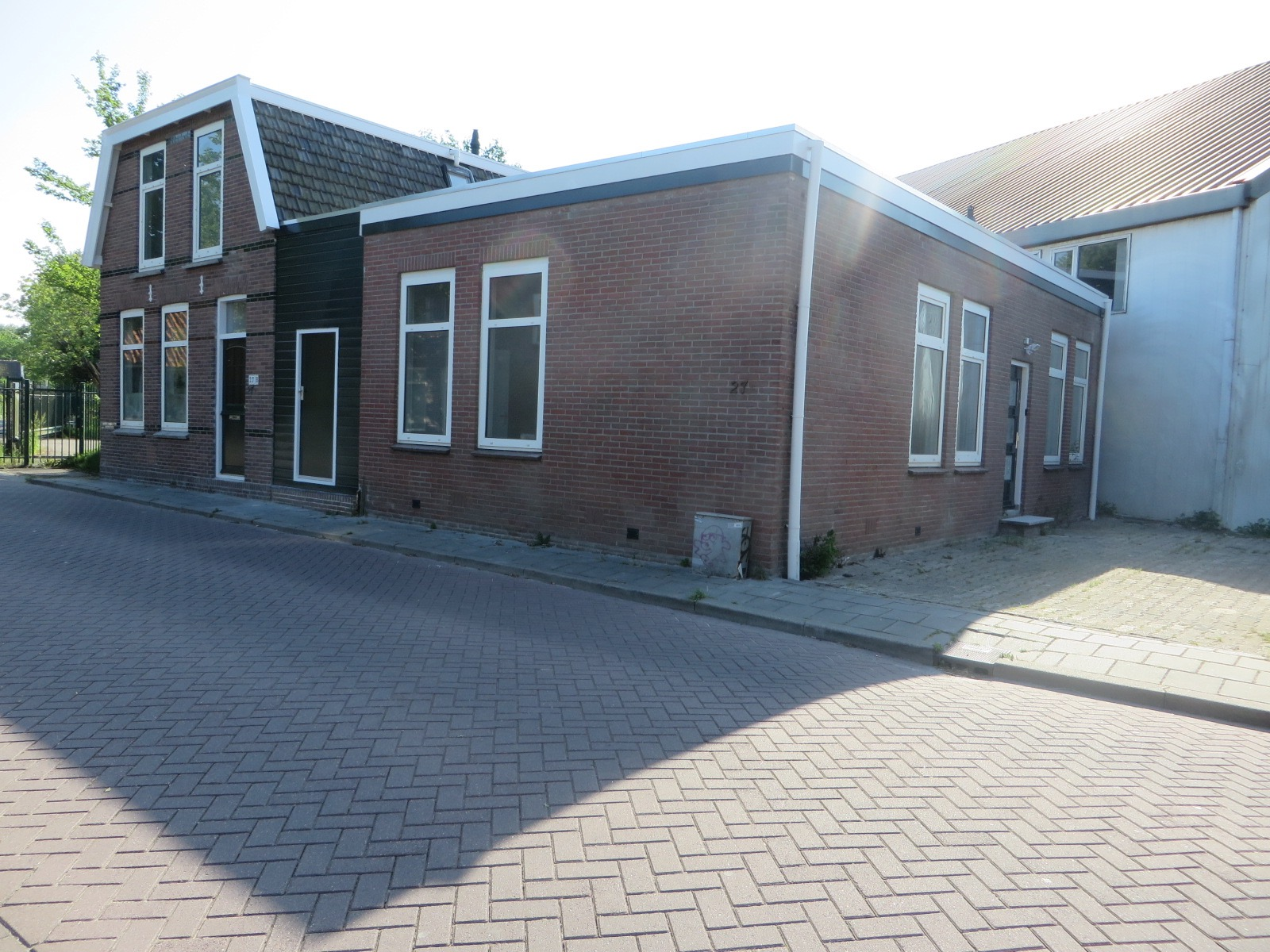
De locatie in Zaandam waar de opnamen waren van het politiebureau te Boedzand

Alhoewel de muziek voor de serie door Fons Merkies is gemaakt, is de titelmuziek niet van zijn hand. Het betreft hier een zogenaamde stockmuziek gecomponeerd door Dominic Glynn, een Engelse componist die onder andere in de jaren tachtig de muziek maakte voor Doctor Who.

### Wat is waar
- De beelden van het dorp Boedzand zijn voornamelijk opgenomen in Wijk aan Zee. Dit betreft de kerk, de begraafplaats en de straatjes in de kern van het dorpje. Daarnaast zijn er opnamen gemaakt in Egmond aan Zee: het Lido, de vuurtoren en omgeving. De witte villa van het gezin Looman staat aan de Dorpsstraat in Bergen.

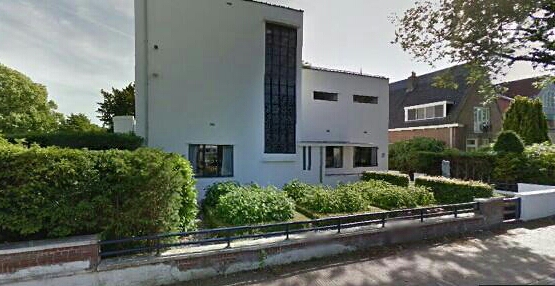
De villa aan de Dorpsstraat in Bergen

- De villa aan de Dorpsstraat in BergenStaalfabriek De Ovens, waar Peer en Osman werken, is in werkelijkheid Corus IJmuiden, voorheen de Koninklijke Hoogovens. De binnenopnamen zijn gemaakt bij Nedstaal BV te Alblasserdam
- De bunker in Vuurzee is die van de "Seeziel Batterie", even ten zuiden van Wijk aan Zee, langs de weg naar Corus.
- De rechtbank is in werkelijkheid het Stadhuis van Velsen. Hier zijn ook de scènes opgenomen met Peer en het bestuur in de kantoren van De Ovens uit seizoen 2.
- Het pand waar het "pornofilmpje" werd opgenomen waarin Yasmin, Merel en Sonja spelen, stond op de Oostzijde langs de Zaan in Zaandam, maar is inmiddels gesloopt.
- Het pand waar in seizoen 2 de DNA-tests werden afgenomen, staat in de Torenstraat te Velsen-Zuid.
- Het pand waar het politiebureau in de serie gevestigd was, staat in Zaandam op het Kalf 27.

## Internationaal
De Amerikaanse zender ABC heeft de rechten om Vuurzee voor de Amerikaanse markt te maken gekocht. De serie gaat in de Verenigde Staten Sea of Fire heten en wordt geproduceerd door Rob Golenberg en Alon Aranya.